# Béla Várady
Béla Várady (Gömörszőlős, 12 de abril de 1953 - 23 de janeiro de 2014) foi um futebolista profissional húngaro que atuava como atacante.

## Carreira
Béla Várady fez parte do elenco da Seleção Húngara de Futebol, da Copa de 1978.